# 橢圓曲線迪菲-赫爾曼金鑰交換
橢圓曲線迪菲-赫爾曼密钥交換（英語：Elliptic Curve Diffie–Hellman key exchange，縮寫為），是一種匿名的密鑰合意協議（Key-agreement protocol），這是迪菲－赫尔曼密钥交换的變種，採用橢圓曲線密码学來加強性能与安全性。在這個協定下，雙方利用由橢圓曲線密码学建立的公鑰與私鑰對，在一個不安全的通道中，建立起安全的共有加密資料。臨時ECDH（ECDH Ephemeral，ECDHE）能夠提供前向安全性。

## 密鑰建立協議
假设爱丽丝与鲍勃需要建立共享密钥，但他们之间唯一的信道可能被第三方伊夫窃听，此时可以使用椭圆曲线密码学。首先，需要事先提前约定域参数（質数域{\displaystyle F_{p}}时为{\displaystyle (p,a,b,G,n,h)}，二元域{\displaystyle F_{2}}时为{\displaystyle (m,f(x),a,b,G,n,h)}），它是公开信息，定义了所使用的椭圆曲线；然后，双方准备符合条件的密钥（在区间{\displaystyle [1,n-1]}随机一个整数作为私钥{\displaystyle d}，并与基点{\displaystyle G}相乘得到点{\displaystyle Q=dG}，即公钥），此时爱丽丝的密钥为{\displaystyle (d_{A},Q_{A})}，鲍勃的密钥为{\displaystyle (d_{B},Q_{B})}；接着，双方将自己的公钥{\displaystyle Q_{A}}或{\displaystyle Q_{B}}发送给对方；
爱丽丝计算点{\displaystyle (x_{k},y_{k})=d_{A}Q_{B}}，鲍勃计算点{\displaystyle (x_{k},y_{k})=d_{B}Q_{A}}，这就得到了双方的共享秘密{\displaystyle x_{k}}（即该点的x坐标）。由于{\displaystyle d_{A}Q_{B}=d_{A}d_{B}G=d_{B}d_{A}G=d_{B}Q_{A}}，因此双方得到的{\displaystyle x_{k}}是相等的。在实际应用中，常使用{\displaystyle x_{k}}和其他相关参数作为一个密钥衍生函数的输入，密钥为其输出。
在这个过程中，伊夫知道椭圆曲线的域参数，但爱丽丝只透露了她的公钥{\displaystyle Q_{A}}，伊夫无法获得她的私钥{\displaystyle d_{A}}，除非伊夫能够解决椭圆曲线上的离散对数问题，这个问题被认为是困难的。同理，鲍勃的私钥也是安全的。若伊夫要计算出双方的共享秘密{\displaystyle x_{k}}，就需要求解迪菲-赫尔曼问题，而计算离散对数是此問題的已知最优解法，伊夫無法用其他方式直接解出共享秘密。
但是，如果双方使用的随机数生成器存在安全隐患，伊夫就可能预测私钥{\displaystyle d_{A}}和{\displaystyle d_{B}}。此外，上述的密钥交换是匿名的，双方没有进行身份验证。如果攻击者有能力篡改信息，就能冒充双方的身份。因此，有必要用其他的方式进行身分验证，例如公钥基础设施。

## 量子计算机
如果攻击者拥有大型量子计算机，那么他可以使用秀尔算法解决离散对数问题，从而破解私钥和共享秘密。目前的估算认为：破解256位素数域上的椭圆曲线，需要2330个量子比特与1260亿个托佛利门。相比之下，使用秀尔算法破解2048位的RSA则需要4098个量子比特与5.2万亿个托佛利门。因此，椭圆曲线会更先遭到量子计算机的破解。目前还不存在建造如此大型量子计算机的科学技术，因此椭圆曲线密码学至少在未来十年（或更久）依然是安全的。但是密码学家已经积极展开了后量子密码学的研究。
其中，超奇异椭圆曲线同源密钥交换（SIDH）是原先預期可以取代当前的常规椭圆曲线密钥交换（ECDH）的密钥交换，但2022年7月发表的毁灭性密钥恢复攻击（Key-recovery attack）可以在不使用量子電腦的情形下，成功攻擊SIDH，因此無法使用此密鑰交換方法取代ECDH。